# بروس كارتر (مجدف)
بروس كارتر (بالإنجليزية: Bruce Carter)‏ هو مجدف بريطاني، ولد في 14 يونيو 1943 في Louth, Lincolnshire ‏ في المملكة المتحدة.

## وصلات خارجية
- بروس كارتر على موقع الاتحاد الدولي للتجديف (الإنجليزية)
- بروس كارتر على موقع أوليمبيديا (الإنجليزية)